# ویکتور رومانوف
ویکتور رومانوف (روسی: Виктор Егорович Романов؛ زادهٔ ۱۵ سپتامبر ۱۹۳۷) دوچرخه‌سوار اهل روسیه است.
وی در مسابقات کشوری و بین‌المللی در مجموع برندهٔ ۱ مدال طلا، ۲ مدال برنز شده‌است.